# Georges Wilson
Georges Wilson, född 6 oktober 1921 i Champigny-sur-Marne, död 3 februari 2010, var en fransk skådespelare. Han spelade bland annat Kapten Haddock i spelfilmen Tintin i piraternas våld från 1961.
Wilson hade karriär i både Frankrike och i Italien, och fick på 1960-talet spela tillsammans med skådespelare som John Wayne och Richard Burton.
Wilson var far till skådespelaren Lambert Wilson.

## Filmografi (i urval)
Källa: 
- 1961 – En man kom tillbaka
- 1961 – Tintin i piraternas våld
- 1963 – Chair de poule
- 1964 – De' defekta brottet
- 1967 – Lo straniero
- 1969 – Beatrice Cenci
- 1971 – Fall på eget grepp
- 1972 – Non si sevizia un paperino
- 1997 – Marquise
- 2005 – Inte här för att bli älskad